# Лемешко Євген Пилипович
Євген Пилипович Лемешко (11 грудня 1930, Миколаїв, Українська РСР, СРСР — 2 червня 2016, Греція) — український радянський футболіст, воротар. Заслужений тренер України (1980). Тесть Олега Протасова.

## Життєпис

### Ранні роки
Почав займатися футболом у 15 років, коли в ремісничому училищі, де Лемешко навчався на коваля, організували футбольну команду. Уже через рік Лемешко потрапив в найкращу команду міста — «Суднобудівник» з Миколаєва.

### Кар'єра гравця
З 1950 року виступав за «Динамо» (Київ), з яким став призером чемпіонату 1952, володарем кубку СРСР 1954 року, й у складі збірної УРСР — призером Спартакіади 1956. 1959 року перейшов до «Шахтаря» (Сталіно), де того ж року зазнав травми меніска. Так у 29 років через травму Євген Лемешко завершив кар'єру футболіста та почав кар'єру тренера.

### Тренерська кар'єра
Наприкінці 1960 року очолив хмельницьке «Динамо», з яким 1966 року став срібним призером чемпіонату УРСР, програвши у фіналі «Авангарду» з Жовтих Вод. 1966 року його запросили головним тренером у «Карпати» (Львів). 1967 року після сварки з керівництвом Лемешко залишив клуб та очолив чернігівську «Десну». 1968 року повернувся тренувати хмельницьке «Динамо». 1971 року Євген Лемешко очолив рідний для нього миколаївський «Суднобудівник» який виграв чемпіонат УРСР (друга ліга) 1974 року, втім програв перехідний турнір у першу лігу і залишив клуб.
1977 року його запросили до харківського «Металіста», який виступав у другій всесоюзній лізі. Через сезон Лемешко вивів команду до першої ліги. Чемпіон СРСР (перша ліга) 1981. Вже 1982 року «Металіст» під його керівництвом виступав у вищій лізі. Фіналіст Кубка СРСР 1983 року. Вінцем 12-річної роботи Євгена Лемешка у «Металісті» стало завоювання харківськими футболістами 28 травня 1988 року Кубка СРСР.
1989 року тренер залишив «Металіст» і очолив запорізьке «Торпедо», з яким 1990 року виграв першість України.
Євген Лемешко виховав велику кількість футболістів. Це — Юрій Сивуха, Юрій Тарасов, Ігор Кутепов і багато інших знаменитих футболістів.
В останні роки життя проживав біля доньки у Салоніках. Помер внаслідок інсульту.

### Сім'я
Дружина загинула в авіакатастрофі в аеропорту Салонік 17 грудня 1997 року. Дочка Євгена Лемешка Наталія — дружина одного з найрезультативніших форвардів радянського футболу Олега Протасова.